# Алешковський Марк Хаїмович
Марк Хаїмович Алешковський (у побуті також Марк Юхимович; (24 березня 1933  — 14 липня 1974 або 1974 , Москва )     — радянський історик-медієвіст і археолог, автор численних публікацій присвячених дружинній культурі Русі, фортифікаційним спорудам давньоруських міст (переважно Новгорода і Пскова), текстології давньоруського літопису, соціальними аспектами історії давньоруських міст, керував (1956-1960) археологічними дослідженнями в ході повоєнного відновлення та реставрації у Новгородського кремля — нині об'єкта Всесвітньої спадщини ЮНЕСКО. Опубліковані за результатами цих робіт статті заклали основи сучасної концепції походження та розвитку середньовічного Новгорода.

## Біографія
Народився 24 березня 1933 в сім'ї майора (інтенданта 3-го рангу) Хаїма Йосиповича Алешковський (1899, Мозир -1953), учасника війни, кавалера ордена Червоної Зірки. Мати - Віра Абрамівна Олешковська (1902-1966), бухгалтер. Брат письменника Юза Олешковського. У роки війни перебував з матір'ю та старшим братом Юзіком в евакуації в Омську.
У 1951 вступив на історичний факультет МДУ. Після закінчення в 1956 кафедри археології МДУ працював у ЦНРМ (в Центральних науково-реставраційних майстернях): проводив розкопки в Новгороді, Пскові, Смоленську, Дербенті, Коломні та інших містах.
Розкопками в 1956-1960 у Новгородському Кремлі відкрито дерев'яноземельні оборонні системи Дитинця, фундаменти кам'яних споруд Владичного (Митрополичого) Двору та Воєводського Двору, надбрамних церков XIII—XIV століть. Керував також археологічними дослідженнями при розбиранні церкви Різдва Богородиці Десятинного монастиря в Новгороді.
У 1962-1963 жив у Ленінграді і там навчався в аспірантурі в Державному Ермітажі, але в 1964 поїхав до Москви, перервавши навчання, а кандидатську дисертацію на тему «Повість временних літ. З історії створення та редакційної переробки» захистив у 1968. Останні роки життя займався археологічним вивченням оборонних укріплень Окольного міста в Новгороді, а останні публікації присвячені проблемам походження Новгорода та Київської Русі.

## Родина
Сини - письменник Петро Алешковський,
Димитрій Маркович Алешковський (нар. 1965).